# RML 12 Inch 35 Ton Gun
Die RML 12 inch 35 ton gun gun war eine großkalibrige britische Kanone, die als Hauptbewaffnung auf Kriegsschiffen eingesetzt wurde. Sie war größer und leistungsfähiger als die gleichfalls Kaliber 12 inch aufweisende RML 12 inch 25t gun.
Dabei steht RML für rifled muzzle-loading (Vorderlader), 12 inch für das Kaliber (304,8 mm) und 35 ton für das Gewicht des Geschützes (ohne Lafette) in tons.

## Geschichte
Die ersten Hinterladergeschütze (RBL – Rifled Breech Loading) mit gezogenem Lauf wurden von Armstrong entwickelt und 1859 in der britischen Armee und der Royal Navy eingeführt. Diese Geschütze konnten im Einsatz jedoch nicht überzeugen. Daher gingen die britische Armee und die Royal Navy ab Mitte der 1860er Jahre wieder zu Vorderladern über. Der gezogene Lauf wurde jedoch beibehalten. Mit der Verbesserung der Panzerung von Kriegsschiffen ergab sich die Notwendigkeit, die Durchschlagsleistung der Geschütze zu erhöhen. Dies führte zur Entwicklung immer großkalibrigerer Geschütze.

## Konstruktion

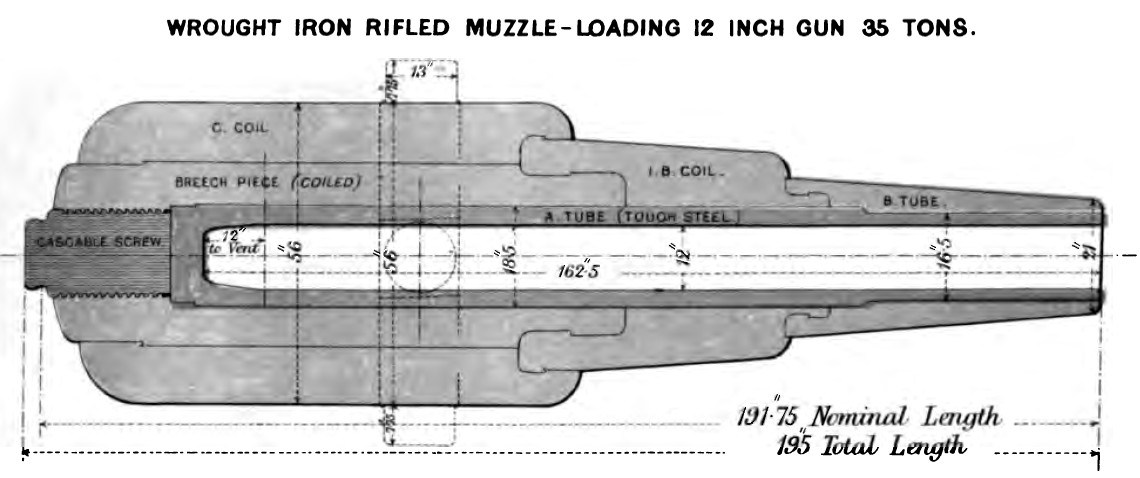
Aufbau des Rohres

Das Geschütz wurde 1871 noch mit einem Kaliber von 11,6 inch entwickelt und verschoss Granaten mit einem Geschossgewicht von 700 Pfund. Die Ergebnisse der Erprobung waren jedoch nicht zufriedenstellend, so dass das Rohr auf 12 inch aufgebohrt wurde. Mit dieser Modifikation kamen Granaten mit einem Gewicht von 708 pound 12 oz (320,6 kg) zum Einsatz.
Die Kanone war ein Vorderlader. Zuerst wurde von vorn die Treibladung eingesetzt, danach auf gleiche Weise das Projektil. Das Rohr bestand aus kohlenstoffhaltigen, in Öl gehärteten Stahl. Auf das Rohr wurde das Verschlussstück aus Schmiedeeisen aufgeschrumpft. Auf diese gesamte Konstruktion wurden wiederum mehrere Ringe aus Schmiedeeisen aufgeschrumpft.
Normalerweise wurden 706 Pfund schwere panzerbrechende Granaten mit einer Treibladung von 110 Pfund Schwarzpulver verschossen. Daneben standen noch Schrapnell- und Explosivgranaten zur Verfügung, die 613 pound wogen und mit Treibladungen von 85 oder 67 Pfund Schwarzpulver verschossen wurden.

## Einsatz
Kanonen dieses Typs wurden auf den Schiffen der Devastation-Klasse verwendet.
Bei der HMS Thunderer kamen allerdings im vorderen Turm Geschütze des Typs RML 12.5 inch 38 ton gun zum Einsatz, da die ursprünglich vorgesehenen RML 12 inch 35 ton gun nicht zur Verfügung standen. Sie nutzten die gleichen Treibladungen und Projektile wie die RML 12 inch 35 ton gun im achteren Turm, was die Munitionsversorgung vereinfachte.